# Танга
Танга (суах. Tanga) — портове місто в Танзанії і однойменний округ навколо міста. Населення району складає 1 642 015 осіб, а населення міста — 224 891 людину (за даними на 2005 рік).
Танга — одне з найбільших міст в країні. У порівнянні з містами Аруша або Моші, в яких приблизно таке ж населення, Танга — досить тихе місто. 1 липня 2005 року Танга і ще два муніципалітету (Аруша і Мбея) отримали статус міста.

## Географія
Місто Танга стоїть на березі Індійського океану, недалеко від кордону з Кенією, навпроти острова Пемба, від якого відділене протокою Пемба.

### Клімат
Місто знаходиться у зоні, котра характеризується кліматом тропічних саван. Найтепліший місяць — лютий із середньою температурою 27.8 °C (82 °F). Найхолодніший місяць — липень, із середньою температурою 23.9 °С (75 °F).
| Клімат Танги            | Клімат Танги | Клімат Танги | Клімат Танги | Клімат Танги | Клімат Танги | Клімат Танги | Клімат Танги | Клімат Танги | Клімат Танги | Клімат Танги | Клімат Танги | Клімат Танги | Клімат Танги |
| Показник                | Січ.         | Лют.         | Бер.         | Квіт.        | Трав.        | Черв.        | Лип.         | Серп.        | Вер.         | Жовт.        | Лист.        | Груд.        | Рік          |
| Абсолютний максимум, °C | 33           | 35           | 35           | 33           | 32           | 31           | 31           | 32           | 31           | 35           | 33           | 35           | 35           |
| Середній максимум, °C   | 31           | 31           | 31           | 30           | 28           | 27           | 27           | 27           | 27           | 29           | 30           | 31           | 29           |
| Середня температура, °C | 27           | 27           | 27           | 26           | 25           | 24           | 23           | 23           | 23           | 25           | 26           | 27           | 25           |
| Середній мінімум, °C    | 23           | 24           | 23           | 23           | 22           | 21           | 20           | 20           | 20           | 21           | 22           | 23           | 22           |
| Абсолютний мінімум, °C  | 20           | 20           | 20           | 20           | 19           | 17           | 17           | 16           | 15           | 17           | 18           | 20           | 15           |
| Норма опадів, мм        | 30           | 40           | 120          | 220          | 320          | 70           | 50           | 70           | 80           | 110          | 100          | 80           | 1340         |
| Вологість повітря, %    | 80           | 79           | 80           | 85           | 84           | 80           | 82           | 82           | 81           | 80           | 83           | 82           | 82           |
| ----------------------- | ------------ | ------------ | ------------ | ------------ | ------------ | ------------ | ------------ | ------------ | ------------ | ------------ | ------------ | ------------ | ------------ |
| Джерело: Weatherbase    |              |              |              |              |              |              |              |              |              |              |              |              |              |

## Економіка і транспорт
Основні товари, що йдуть на експорт з порту Танги: агава, кава, чай та бавовна. У Танзі також є важливий залізничний вузол, що з'єднує внутрішні території Танзанії з узбережжям. Через лінію танзанійської залізничної корпорації та Центральну лінію Танга з'єднана з районом Великих Африканських озер та економічною столицею Танзанії, містом Дар-ес-Салам.
Гавань та її околиці є центром в Танзі, де розташовані готелі, бари та єдині будівлі висотою більше восьми поверхів. На кілька кілометрів Танга йде вглиб країни. В Танзі та її околицях є кілька великих ринків.

## Пам'ятки
Поруч з танго розташовані: Печери Амбон, заповідник Амані, руїни Тонгоні, морські пляжі, німецькі військові могили та оглядовий майданчик в районі Лушото.

## Спорт
- Африкан Спортс Клаб — професіональний танзанійський футбольний клуб.